# Hyposoter culminator
Hyposoter culminator är en stekelart som beskrevs av Aubert 1974. Hyposoter culminator ingår i släktet Hyposoter och familjen brokparasitsteklar. Inga underarter finns listade i Catalogue of Life.